# ثورفالد سورينسن
ثورفالد سورينسن (بالدنماركية: Thorvald Sørensen)‏ هو عالم بيئة وعالم أحياء وعالم نبات دنماركي، ولد في 4 يوليو 1902، وتوفي في 21 يونيو 1973 في كوبنهاغن في الدنمارك.